# El Americano: The Movie
El Americano: La Película (simplemente conocida como El Americano) es una película mexicano-estadounidense en 3D de animación por computadora, aventuras y comedia de acción producida por Animex, Olmos Productions y Phil Roman Entertainment. Está dirigida por Ricardo Arnaiz y el ex-animador de Disney, Mike Kunkel. La película cuenta con un reparto coral compuesto, en su mayoría, de actores hispanoamericanos y mexicanos, que incluyen a Aleks Syntek, Edward James Olmos, Cheech Marin, Kate del Castillo, Paul Rodríguez, Gabriel Iglesias, Erik Estrada y Lisa Kudrow. Es la primera gran coproducción animada entre estudios de México y Estados Unidos, también es la primera producción internacional hecha en un estudio de animación de CGI mexicano, Animex. FilmSharks International anunció que ha adquirido los derechos internacionales de la película. Será distribuida en Estados Unidos por Freestyle Releasing, y se dio a conocer en la temporada de invierno de 2016.
Fue nominada en la categoría Mejor Película de Animación en los Premios Platino 2016.

## Sinopsis
La película seguirá a Cuco (Aleks Syntek), un loro joven mexicano despreocupado, cuya búsqueda es aventurarse a Hollywood y contar con la ayuda de su héroe favorito con el fin de ayudar a su padre, Gayo (Edward James Olmos) y proteger el circo de su familia de la amenaza de Martín Kingfisher (Cheech Marin) y sus secuaces.

## Reparto
- Aleks Syntek[17] como Cuco
- Gabriel Villar[18] como Martín
- Mino D'Blanc[19] como García
- K. C. Porter[15][20] como Karl*
- Adal Ramones[15][21] como Trueno*
- Don Cheto[15] como Dovo*
- Héctor Suárez[15] como Eddie Navarro*
- Pierre Angelo como El Mexicano*
- Ricardo Sánchez[15][22] como Vovo*
- Argelia Atilano[15][23] como Lori*
- Paul Rodríguez[15][24] como Divino*
- Grecia Villar[25] como Paquito*
- Lisa Kudrow[15][26] como Lucille*
- Kate del Castillo[15][27] como Rayito*
- Edward James Olmos[15][28] como Gayo*
- Erik Estrada[15][29] como Punch*
- Gabriel Iglesias[30] como García

*Esos miembros del reparto también interpretaran sus respectivos personajes en la versión en lengua inglesa.

## Producción

### Desarrollo

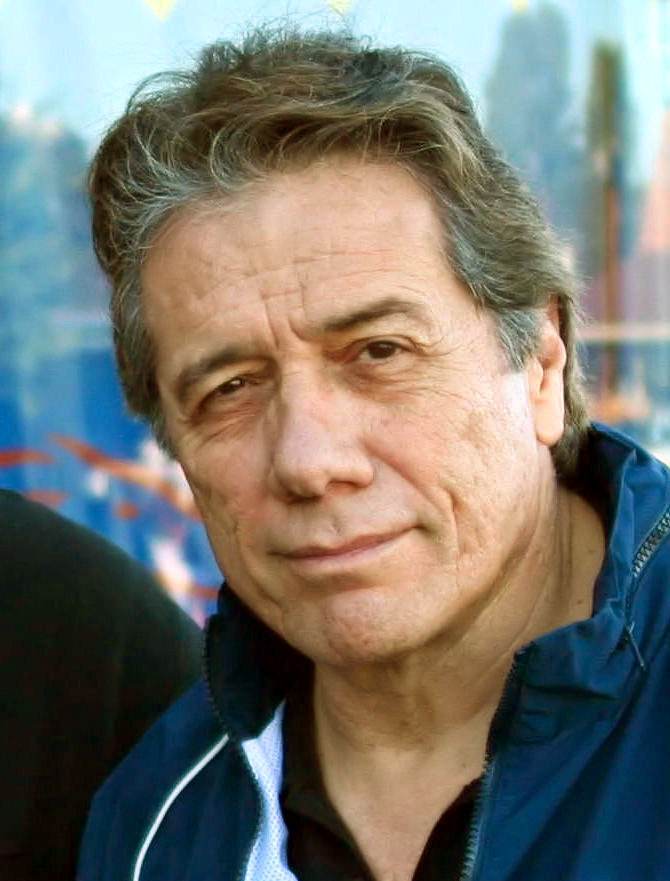
Edward James Olmos servirá como productor ejecutivo de la película.

La producción comenzó en enero de 2011, cuando el director y fundador de Animex, Ricardo Arnaiz, se interesó en hacer una coproducción estadounidense luego de la decepcionante taquilla de Nikté, sabiendo que a las películas producidas en Estados Unidos les va mejor en el mercado del cine. La idea de la trama de la película se creó cuando el visitó Estados Unidos y conoció al productor Gerry Cardoso, quien trajo la idea de las aves, viajando de España a México. Arnaiz insistió en que una mejor historia sería el de un viaje de México a Estados Unidos. “Dije que sería genial hacer que vayan de México a los Estados Unidos, así que comencé a partir de eso,” dijo Arnaiz. “Fuimos muy cuidadosos para ser respetuosos de los dos países. Queríamos contar una historia acerca de cómo las fronteras son sólo una línea en un mapa y cuando usted es honesto y hace las cosas de la manera correcta hay un montón de posibilidades que son para todo el mundo.” Más tarde conoció al actor Edward James Olmos, cuando se enteró de que Olmos fue "un éxito". Después de leer el guion, Olmos accedió a unirse al equipo de producción y al reparto de voces de la película. Olmos fue un fan de La Leyenda de la Nahuala. “Estamos encantados de trabajar con Edward James Olmos y su compañía de producción aquí en los EE. UU. Es una historia que hemos estado trabajando durante los últimos tres años y sentimos que tenemos un equipo muy fuerte en su lugar para ejecutar esta película programada en 2013.”
El 26 de septiembre de 2013 la película fue presentada en Ibero Puebla, revelando nuevas imágenes y clips.
Durante la producción, Edward James Olmos había grabado su voz antes que el proceso de animación. Como resultado, se requirieron muchos miembros del reparto para representar sus papeles antes de grabar sus voces. Según el director Ricardo Arnaiz, es la película más cara de Animex Producciones y el primero en superar los más de $29 millones de pesos.

### Animación
La producción de efectos visuales y animación fue realizada por Boxel Studio en Tijuana. La animación adicional fue manejada por Cutting Edge Productions en Filipinas. En una entrevista con Andrés Reyes Botello, fundador de Boxel Studios, Ricardo Arnaiz inicialmente declaró que originalmente pretendía producir la película en animación tradicional, pero Edward James Olmos insistió a Arnaiz utilizar CGI como la mejor oportunidad de éxito de la película. "En ese entonces, él me explicaba su situación con su estudio de animación 2D y su curiosidad acerca de hacer El Americano en una producción CGI 3D completa", dijo Andrés Reyes Botello. "A partir de ahí, que al instante llegamos a una buena relación y comenzó a trabajar en el desarrollo de los personajes y entornos, haciendo un poco de animación, iluminación y pruebas de renderizado para esta película." Arnaiz no tiene mucha experiencia en la animación por ordenador y ha decidido asociarse con Boxel Studio, que se centra principalmente en la animación para videojuegos y promociones. “Ellos fueron muy creativos, tenían mucho conocimiento y le dije: '¿Usted estaría interesado en hacer una película conmigo? No sé nada acerca de CGI, y usted no sabe nada acerca de hacer películas — vamos a combinar y crear esto juntos,” dijo Arnaiz. Para obtener ayuda, Arnaiz buscó al veterano de la animación Raúl García, y Mike Kunkel, quien es amigo personal de Arnaiz y esperaba con ansias trabajar con él, y los trajo a Boxel Studios. “Ellos enseñaron a todos cómo hacer animación, al estilo de Hollywood, y en México, les enseñaron a los estadounidenses cómo hacerlo con bajos presupuestos,” dijo Arnaiz. Un total de 25 animadores han trabajado en esta película. Arnaiz ha declarado que el desarrollo de la película fue un reto. Sin embargo, la película se terminó a tiempo y dentro del presupuesto. “El mayor reto era conseguir el nivel que todo el mundo estaba esperando de nosotros", dijo Arnaiz. "Ellos pensaron en un principio que íbamos a ir a recibir una calidad de conexión directamente para video a lo sumo, y una vez que les mostramos algunos clips estaban muy entusiasmados con él resultado.” El desarrollo de la película concluyó en agosto de 2013.